# Horndon-on-the-Hill
Horndon-on-the-Hill est un village et une ancienne paroisse civile de l'Essex, en Angleterre.